# Сом-шизолецис Гюнтера
Сом-шизолецис Гюнтера (лат. Schizolecis guntheri) — вид лучепёрых рыб из семейства  кольчужных сомов, единственный в роде сомы-шизолецисы (Schizolecis). Является эндемиком Бразилии.

## Описание
Общая длина достигает 4 см. Наблюдается половой диморфизм: самцы крупнее самок. Голова сравнительно крупная, несколько уплощена сверху. Рот большой, округлый, напоминает присоску. Глаза маленькие. Туловище стройное, удлинённое, покрыто маленькими костными пластинами. Спинной плавник небольшой, наклонённый назад, с одним жёстким лучом. Грудные плавники вытянутые, умеренно широкие, лучи немного разветвлённые. Брюшные плавники маленькие, жировой плавник отсутствует. Хвостовой плавник вытянутый, цельный.
Окраска спины и боков тёмно-коричневая с редкими белыми пятнышками, брюхо — белое или кремовое. Встречаются особи-альбиносы (фактически бледно-жёлтые с красными глазами), что является результатом генетически случайного изменения под влияние окружающей среды (попадания в воду продуктов ядовитого производства).

## Образ жизни
Это донная рыба. Встречается в мелких (глубина не более 30 см), заболоченных лесных ручьях и прибрежных реках с каменисто-песчаным дном. Держится рек с медленным течением. Способны образовывать большие группы. Питается диатомовыми и зелёными водорослями, соскабливая их с валунов и подводной растительности. Кроме водорослей, ест личинок хирономид и мошек, которых поднимает головой вместе с осадком. Поиск пищи преимущественно днём, изредка и в ночные часы.

## Распространение
Этот вид встречается главным образом в прибрежных реках атлантического леса в юго-восточной и южной части Бразилии.